# Копис (Белорусија)
Копис (блр. Копысь; рус. Копысь) насељено је место са административним статусом варошице (городской посёлок) у североисточном делу Републике Белорусије, односно на југоистоку Витепске области. Административно припада Оршанском рејону.
Према проценама из 2010. у вароши је живело свега 900 становника и по популацији то је најмање насељено место са овим административним статусом у земљи.
У Копису је рођен први председник независне Републике Белорусије Александар Лукашенко.

## Географија
Варошица Копис смештена је на левој обали реке Дњепар, на самој граници Витепске са Могиљовском облашћу. Налази се на око 35 km од адмонистративног центра рејона ком припада Орше са којом је повезан магистралним друмом.
На око 2 km од насеља пролази железничка пруга на релацији Орша — Могиљов.

## Историја
Према подацима из Никоновских летописа, насеље Копис се први пут помиње у писаним изворима 1059. као део Полацке Кнежевине, а од друге половине 14. века део је Витепског војводства Велике Кнежевине Литваније.
Насеље је било познато као важан центар керамичке мануфактуре током 15. века.
Од 1772. и распада пољско-литванске државе, Копис је део Руске Империје и један од градских центара Могиљовске губерније. Године 1789. у насељу је отворена прва јавна школа.
Имао је статус једног од рејонских центара Белоруске ССР у периоду између 1924. и 1930, када је прешао у састав Оршанског рејона ком и данас припада. Административни статус вароши има од 1938. године.

## Демографија
Према резултатима пописа из 2009. у вароши је живело свега 900 становника.